# Marjorie Boulton
Marjorie Boulton (Teddington, Middlesex, Reino Unido; 7 de mayo de 1924-30 de agosto de 2017) fue una escritora y poeta británica  que escribió tanto en inglés como en esperanto.

## Biografía
Marjorie Boulton nació en Teddington, en el suroeste de Londres, el 7 de mayo de 1924, de padres Harry y Evelyn. Asistió a la escuela primaria de Barton-on-Humber en Lincolnshire y después estudió inglés en Somerville College, Universidad de Oxford, donde recibió clases de C.S. Lewis y J.R.R. Tolkien.
Boulton fue profesora de literatura inglesa durante 42 años, principalmente impartiendo clases de formación pedagógica (entre 1962 y 1970 como directora de instituto), hasta que cambió por completo su labor y se pasó completamente a la escritura y la investigación. Es autora de un gran número de libros y es también conocida por sus escritos en esperanto.
Además de convertirse en embajadora y figura clave de la comunidad esperantista de la posguerra, publicó, en los años 60, la que se considera la biografía definitiva de Zamenhof, una biografía de L. L. Zamenhof publicada por Routledge & Kegan Paul en Londres. 
Como profesora de literatura, también produjo 16 libros en inglés.
Fue candidata al Premio Nobel de Literatura en 2008.
Boulton fue presidenta de dos organizaciones relacionadas con el esperanto, Kat-amikaro y ODES.

## Algunas publicaciones
En inglés
- Preliminaries: Poems (1949).

- Saying What We Mean (1959).

- Zamenhof: Creator of Esperanto (1960) biografía de L. L. Zamenhof publicada por Routledge & Kegan Paul, 223 p. Londres

Series de textos introductorios de estudios literarios
- The Anatomy of Poetry (1953), (Routledge Revivals) Publicada por Routledge, 274 p. (2014) ISBN 1317936493, ISBN 9781317936497
- The Anatomy of Prose (1954), (Routledge Revivals) Publicada por Routledge, 204 p. (2014) ISBN 1317936531, ISBN 9781317936534
- The Anatomy of Drama (1960), (Routledge Revivals) Publicada por Routledge, 224 p. (2014) ISBN 1317936132, ISBN 9781317936138
- The Anatomy  of Language (1968).
- The Anatomy of the Novel (1975) (Routledge Revivals). Publicada por Routledge, 202 p. (2014) ISBN 1317936345, ISBN 9781317936343
- The Anatomy of Literary Studies (1980).

- Words in Real Life (1965).

- Reading in Real Life (1971).

En esperanto
- Kontralte (poemas, 1955)
- Kvarpieda kamarado (diario de un gato, 1956)
- Cent ĝojkantoj (poemas, 1957, reimpresión en 1977)
- Eroj kaj aliaj poemoj (1959)
- Virino ĉe la landlimo (dramas, 1959)
- Zamenhof, aŭtoro de Esperanto (biografía, 1962, segunda edición 1989)
- Dek du piedetoj (relatos humorísticos, 1964)
- Okuloj (relatos, 1967)
- Nia sango (obra de teatro para ocho personajes, 1970)
- Ni aktoras (tres comedias, 1971)
- Rimleteroj (correspondencia con William Auld, 1976)
- Poeto fajrakora: la verkaro de Julio Baghy (ensayo sobre la obra de Julio Baghy, 1983)
- Faktoj kaj fantazioj (1984, segunda edición 1993)
- Esperanta literaturo – fenomeno unika (ensayo sobre literatura, 1984)
- Du el (con Poul Thorsen, 1985)